# Bezlesni
Bezlesni - Безлесный (rus) - és un khútor del krai de Krasnodar, a Rússia. Es troba a la vora del Sukhoi Log, un afluent del Beissujok Levi, a 33 km al nord-est d'Ust-Labinsk i a 86 km al nrod-est de Krasnodar, la capital.